# Carmen (film 1915 Walsh)
Carmen è un film del 1915 diretto da Raoul Walsh. Il film è considerato perduto.
Si tratta di una delle numerose versioni tratte dalla novella di Prosper Mérimée che venne adattata per lo schermo nello stesso anno anche da Cecil B. DeMille, una Carmen interpretata dalla cantante Geraldine Farrar.
Nel 1927, Walsh girerà Gli amori di Carmen, interpretato da Dolores del Río.

## Trama
Un soldato spagnolo cede alle lusinghe di una fiera gitana. La sua ossessione amorosa lo porterà alla rovina.
Don José, un giovane soldato spagnolo, si reca in visita dalla vecchia madre e dalla fidanzata Micaela nel villaggio dove vivono. Più tardi, a Cordova, incontra una fascinosa sigaraia, Carmen, una gitana che cerca di sedurlo trascurando per lui tutti gli altri uomini che la corteggiano.
La donna viene arrestata dopo che ha aggredito una compagna e José viene incaricato di tradurla in prigione. Ma la gitana lo bacia e gli chiede di lasciarla andare.
José uccide in duello il capitano Morales a causa di Carmen. Imprigionato e condannato dalla corte marziale, José viene aiutato a scappare dalla donna che diventa la sua amante.
Tra le montagne dell'Andalusia, José si aggrega a una banda di contrabbandieri, diventando anche lui un fuorilegge.
Carmen lo lascia per andare a Siviglia dal famoso toreador Escamillo. José, invece, si reca dalla madre morente.
L'ex soldato sfugge poi ai gendarmi che stanno per arrestarlo. Anche lui si reca a Siviglia.
Mentre Escamillo combatte nell'arena, José incontra Carmen e la uccide per gelosia e senso di possesso. Lei, mentre sta morendo, lancia il suo ultimo sorriso a Escamillo. José, ormai impazzito, si dirige a cavallo verso una scogliera.

## Produzione
Il film venne girato a Fort Lee nel New Jersey, prodotto dalla Fox Film Corporation. La pellicola fu stampata e colorata dalla Standard Filmprint Corp. L'artista spagnolo Edoardo Velasquez venne da Siviglia a supervisionare i dettagli tecnici e architettonici delle scene delle città spagnole costruite per il film. Il colonnello Antonio Bravo diede la sua consulenza militare per le scene con i dragoni. Nel film furono usati anche un toro andaluso e un gruppo di veri gitani.

## Distribuzione
Uscito negli USA il 1º novembre 1915, il film fu distribuito dalla Fox Film Corporation.

### Date di uscita
- USA 31 ottobre 1915 (Prima a New York, Academy of Music)
- USA 1º novembre 1915